# Bergen (Limburg)
Bergen je správní obvod v nizozemském Limburgu. Správní obvod má 13.406 obyvatel (31. prosince 2008, zdroj: CBS, nizozemský Centrální úřad pro statistiku) a rozlohu 108,48 km². Hlavní obec správního obvodu je stejnojmenný Bergen.

## Obce ve správním obvodu
- Afferden
- Aijen
- Bergen (Limburg)
- Nieuw-Bergen
- Siebengewald
- Well
- Wellerlooi

### Osady a samoty
- Heukelom
- Knikkerdorp

## Historie
Bergen byl od šestnáctého století součástí konšelské stolice Well a neměl žádný vlastní znak. Dále náležel Bergen k základně vévodství Gerle, (nebo Španělské Gerle). Během války o španělské dědictví (1701–1714) byla oblast obsazena pruskými jednotkami a přibližně celé století (do roku 1814) byla tato oblast německá. Na Vídeňském kongresu v roce 1815 bylo provedeno nové politické dělení. Hranice mezi Nizozemskem a Pruskem (neboli Německem) byla určena vzdáleností výstřelu děla měřenou od řeky Mázy, aby bylo vytvořeno ochranné pásmo v případě útoku z východu.

## Monumenty ve správním obvodu
- Zámek Well
- Kaple O.l.V. van Smarten Afferden
- Starý hřbitov Well
- Kostel Afferden
- Kostel sv. Vitus Well
- Mlýn na obilí Afferden
- Kaple sv. Rochus Well
- Zámek Bleijenbeek Afferden
- Kaple sv. Antonius Aijen
- Polní kříž Afferden
- Monumentální statky
- Kaplička Maria/ Kaplička Anna
- Kostelní věže Bergen
- Monument padlých Wellerlooi
- Kaple sv. Antonius Heukelom
- Archeologické nálezy Národního park